# Hámori Péter (fotográfus)
Hámori Péter (Budapest, 1953. március 25. –) magyar fotográfus, fényképészmester

## Családja, tanulmányai
Apja, Hámori Gyula és édesanyja, Skultéty Erzsébet, mindketten fényképészmesterek voltak. Testvére Hámori Attila költő, irodalmár.
1972-ben a híd- és vízműépítő technikusi szakma megszerzése után fordult érdeklődése a hivatásos fényképészet felé, bár már gimnazista kora óta sok fotófelvételt készített. 1972-ben édesanyja és mestere vállalkozásában kezdte meg a fényképész szakma ismereteinek az elsajátítását. 1974-ben kapta meg a szakmunkás oklevelét, majd 1977-ben tette le a mestervizsgát. 1980-ban a svájci Sinar Photography AG. MTI-ben tartott továbbképzésén Sinar diplomát nyert, 1986-ban a videófelvételkészítő képzettséget is megszerezte.

## Pályafutása
1972 és 1988 között édesanyjának a Hámori Gyuláné fényképészmester, majd Hámori Erzsébet fényképészmester néven, a Majakovszkij utca 78. alatt működő fotóműtermében volt alkalmazott.
1988-ban önálló iparengedélyt váltott ki, Hámori Erzsébettel, édesanyjával közös műterme változatlan telephellyel, de már Hámori Fotó Videó Digitális Stúdió, 1068 Budapest Király u. 78. cégnéven működött 2013-ig, megszűnéséig.
Felvételei folyamatosan szerepeltek a folyóiratok, heti- és napilapok oldalain, így például már 1971-től, majd a 2000-es években is megjelentek a Természet Világa,, a Nemzeti Sport, valamint egyéb szakmai és kulturális témájú lapokban.
A Hungarhotels, a Danubius szállodák és a Taverna Szálloda Rt. prospektusai részére készített épület- és riportfelvételeket. A Magyar Tudományos Akadémia rendezvényeit, tanácskozásait, a Műszaki és Természettudományi Egyesületek Szövetsége (MTESZ), a Magyar Orvostudományi Társaságok és Egyesületek Szövetségének (MOTESZ) kongresszusait, eseményeit örökítette meg. Fotói online láthatóak a Hámori Foto-Video Digitális Stúdió honlapján.
2013-tól az MTA Bölcsészettudományi Központ Művészettörténeti Intézet munkatársaként az építészeti örökség fotózása került előtérbe itteni munkásságában. E felvételek szintén megjelentek több folyóiratban is.
A Lechner Év (2014) alkalmából a MTA BTK Művészettörténeti Intézet honlapján az intézet fotósaként Hámori Péter (illetve két épület – Iparművészeti Múzeum és Szekszárdi szálló – esetében Sisa József) fényképeiből hozott létre egy szabadon felhasználható Lechner-fotógalériát. A képadatbázis 19 budapesti, 3 szegedi, 1 nagybecskereki, 1 szekszárdi, 2 pozsonyi, 1 kecskeméti Lechner tervezte épület homlokzati és részletfotóit tartalmazza több száz képpel.
Ugyancsak Hámori Péter fotóival készült a Bölcsészettudományi Kutatóközpont, Művészettörténeti Intézet „Lipótváros” elnevezésű, egyre bővülő képadatbázisa, mely a nevezetesebb épületek homlokzati és részletfotóit az utcanevek ABC rendjében, azon belül házszámozás szerint jeleníti meg. Ez az adatbázis még az előbbinél is több fényképet tartalmaz.
A Művészettörténeti Intézet fotógalériája a „Magyar Tudományos Akadémia székházáról”, amelyet web-lapján szintén közzétett, az épület homlokzati, külső és belső átnézeti és részletfelvételeit jeleníti meg, ugyancsak Hámori Péter fotográfus 2015-ben készített 152 fényképéből áll.
Tárgyfotózási tevékenysége (festmények, régészeti leletek stb.) is jelentős. Főként a Bölcsészettudományi Kutatóközpont Régészeti Intézet számára végezte nagy mennyiségben egyes ásatások során fellelt tárgyak, töredékek műtermi fotózását.
Munkaterületei a riport,- műtermi portré-, reklám- és műszaki felvételek, prospektusok készítése, szerkesztése, festményreprodukció, tárgyfotó, régi képek digitális felújítása, összedolgozása voltak, ezen kívül a szakírás, szakoktatás, szakmai és mestervizsgáztatás területén is működött.

## Szakmai-közéleti tevékenység
1989–2009 között másodállásban ügyvezető igazgató volt a Fényképészek- Videofelvételkészítők Országos Ipartestületében (1077 Budapest, Wesselényi u. 73.). 2007 óta a Budapesti Fényképész Mestervizsga Bizottság elnöki tisztét töltötte be. Ilyen minőségében folyamatosan részt vett a szakmai oktatás és követelmények fejlesztésében (tankönyvlektorálások, kerettantervek, vizsgakövetelmények kialakítása, modernizálása). 2012-től a Budapesti Kereskedelmi és Iparkamara VI. kerületi Tagcsoport elnökségi tagja volt.

## Publikációk, kiállítások (válogatás)
- A Foto Art Magazin 2001 és 2003 közötti számaiban számos írást tett közzé egyes fényképezőgép-típusok jellemzőiről.[14]
- A Digitális Fotómagazin 2003 és 2009 közötti egyes számaiban megjelent írásai a digitális fotózás (szűrők, Photoshop program jellemzői, használata, retusálás stb.) kérdéseiről szóltak.[15]
- Sisa József: A magyar művészet a 19. században. Építészet és iparművészet. Osiris Kiadó, 2013. könyv nyomdai előkészítését, illusztrálását végezte. (2013-ban kategória díjat és Köztársasági elnöki Különdíjat nyert kiadvány).
- Klebovich Imre (szerk.): History of Hungarian Bioequivalence Workshops. Medicina kiadó, Budapest 2014.[16]
- 2014-ben fotóinak felhasználásával készült az Iparművészeti Múzeumban tartott „Lechner az alkotó géniusz” kiállítás és könyv, valamint a Metró Galéria Lechner-kiállítása. Lechner épületekről készült felvételei 2015-ben megjelentek a londoni Apollo magazinban is.[17]
- 2015-ben az MTA székházáról készített felvételeket két jelentős könyv számára. — Sisa József: A Magyar Tudományos Akadémia. Séta a székházban. Corvina, 2015.[18] — Kemény Mária: A Magyar Tudományos Akadémia palotája, Budapest, Osiris Kiadó, 2015.
- Balogh Margit: Mindszenty József. I-II. kötet, MTA Bölcsészettudományi Kutatóközpont, 2015. című művében számos fényképe és tárgyfotója jelent meg, többnyire színes nyomtatásban.
- Sármány-Parsons Ilona: Ödön Lechner, maverick, dreamer, patriot – an architect of modernisation címmel a Hungarian Rewiew, 2016. évi 1. számában megjelent tanulmányát részben az ő fotófelvételei kísérik.[19]
- Fried Judit: A beteg meggyógyulhat, az orvos soha – bemutatjuk az MTA Pszichiátriai Művészeti Gyűjteményét. Kép: Hölzel Albin képzőművész lipótmezői műtermében. Forrás: MTA Pszichiátriai Művészeti Gyűjtemény. Fotók: Hámori Péter, 2016. április 18.
- Az Ars Hungarica 2016. évi 1.,[20] és 3. számának címlapja az ő fotográfiája alapján készült.
- Farbakyné Deklava Lilla: Schulek Frigyes. /„Az építészet mesterei” sorozat/. Holnap Kiadó, 2017. című kötetében jelentek meg felvételei
- Kasimir M. Magyar: Mein Budapest, 2017. című kötete több fotóját tartalmazza
- Király Erzsébet–Papp Júlia: A magyar művészet a 19. században. Képzőművészet. /A magyarországi művészet története/, Osiris Kiadó, 2018. című kötet nyomdai előkészítését végezte és jelentős számú fotográfiája szerepel benne.
- A Művészettörténeti Értesítő 2018. évi 2. száma az ő felvételének felhasználásával készült, s Jávor Anna: Johann Samuel Hötzendorff (1694–1742) bécsi festő a pesti szerviták szolgálatában. (A belvárosi Szent Anna templom barokk berendezése a források tükrében)[21] tanulmányának kísérő fotói az ő munkái.
- Földi Imelga–Pál Emese–Székely Miklós: Egy egészen új ornament előállítása. Az egykori zalatnai Kőfaragó és Kőcsiszoló Ipari Szakiskola gipszminta- és kőfaragvány-gyűjteményének katalógusa, Hun-Ren Bölcsészettudományi Kutatóközpont, 2019. című, 236 oldalas kiadványban a felvételeket Hámori Péter készítette.
- Jávor Anna:Lieb Ferenc. Egy rokokó festő Felső-Magyarországon. Bölcsészettudományi Kutatóközpont Művészettörténeti Intézet, Budapest, 2019. című kötetében két fotója jelent meg.
- Bede Béla: Budapest építészete, 200 kiemelt épülettel, Corvina Kiadó, 2020.[22] kötetében szintén jelentek meg fényképei
- Görbe Márk: Feszty Árpád. Ópusztaszeri Nemzeti Történeti Emlékpark Közhasznú Nonprofit Kft. kiadása, Év n. (2 felvétele)
- Farbaky Péter–Farbakyné Deklava Lilla (szerk.): A Haza építőkövei. Tanulmányok a 19. századi építészet köréből. Sisa József tiszteletére. ELKH Bölcsészettudományi Kutatóközpont, 2022. A képek nyomdai előkészítése és felvételek.[23]
- Sisa József: Szkalnitzky Antal. /Az építészet mesterei sorozat/. Holnap kiadó, 2022. címlapképe
- Benkő Elek–Berta Adrián–Bondár Mária: Magyarország Régészeti Topográfiája 12. Hódmezővásárhely északi határa.ELKH Bölcsészettudományi Kutatóközpont Régészeti Intézet Archeolingua Alapítvány kiadása, 2022. (több fotográfiája)[24]
- Mikó Árpád: Régi magyar bibliofilek nyomában I-II. — Tanulmányok a magyarországi reneszánsz könyvkultúra és miniatúrafestészet köréből, 15–17. század. ELKH Bölcsészettudományi Kutatóközpont Művészettudományi Intézet kiadása, 2023. (5 fényképével)

Előbbi interneten elérhető, vagy kötetekben megjelent felvételein kívül fotói megtalálhatók közgyűjtemények fotótáraiban is.

## Díjak, kitüntetések
- Aranykéz kitüntetés (Budapesti Kézműves Kamara), 2002
- Aranykoszorús mester, 2002 (IPOSZ)
- Oklevél a „Digitális technika szakmai körökben történő megismertetéséért”. 2005 (BKIK)
- Magyar kézművességért díj arany fokozata, 2007 (IPOSZ)
- Főigazgatói Elismerés, 2016, MTA Bölcsészettudományi Kutatóközpont